# 2002-es magyar atlétikai bajnokság
A 2002-es magyar atlétikai bajnokság a 107. bajnokság volt. Megszűntek a 4 × 200, 4 × 800 és a 4 × 1500-as váltófutók, ideiglenesen 3 × 1000 m és 3 × 800 m-es váltókat tartottak. Elmaradt a férfi 50 km-es váltó és a nőknél új szám lett a 3000 m-es akadályfutás.

## Helyszínek
- téli dobóbajnokság: március 2., Népstadion; március 9., Tüzér utca (gerelyhajítás)
- mezeifutás: március 16., Csákvár
- férfi 50 km gyaloglás: március 23., Gyűgy
- félmaraton: április 13., Nyíregyháza
- 10 000 m: május 19., Tüzér utca
- váltó bajnokság: május 25., Szilágyi utca
- maratoni váltó: június 2., Budapest
- 4 × 400 m váltó: június 9., Szilágyi utca
- pályabajnokság: július 25−26., Debrecen
- többpróba: szeptember 13−14., Szilágyi utca
- 20 km gyaloglás: szeptember 14., Miskolc
- női 10 km gyaloglás: szeptember 28., Tatabánya
- ügyességi csapatbajnokság: szeptember 28., Szilágyi utca
- maraton: szeptember 29., Budapest

## Eredmények

### Férfiak
| Versenyszám            | Arany                                                                                    | Arany     | Ezüst                                                                                    | Ezüst     | Bronz                                                                                           | Bronz                            |
| ---------------------- | ---------------------------------------------------------------------------------------- | --------- | ---------------------------------------------------------------------------------------- | --------- | ----------------------------------------------------------------------------------------------- | -------------------------------- |
| 100 m                  | Németh Roland Soproni AC                                                                 | 10,28     | Babály László Szolnoki MÁV                                                               | 10,43     | Nagy Gergely Újpesti TE                                                                         | 10,62                            |
| 200 m                  | Szeglet Zsolt Győri Dózsa                                                                | 21,08     | Németh Roland Soproni AC                                                                 | 21,25     | Pauer Géza Bp. Honvéd                                                                           | 21,26                            |
| 400 m                  | Szeglet Zsolt Győri Dózsa                                                                | 46,01     | Nyilasi Péter Pécsi VSK                                                                  | 46,97     | Csesznegi Dávid KSI                                                                             | 47,74                            |
| 800 m                  | Tölgyesi Balázs Alba Regia AK                                                            | 1:52,76   | Csillag Balázs AC Szekszárd                                                              | 1:52,8    | Kerékjártó István KSI                                                                           | 1:53,3                           |
| 1500 m                 | Horváth Béla Hunyadi DSE                                                                 | 3:56,65   | Csillag Balázs AC Szekszárd                                                              | 3:58,2    | Bodor Olivér Pécsi VSK                                                                          | 3:58,5                           |
| 5000 m                 | Bodor Olivér Pécsi VSK                                                                   | 14:23,78  | Zatykó Miklós Vasas                                                                      | 14:25,6   | Stépán Zsolt BVSC                                                                               | 14:26,1                          |
| 10 000 m               | Németh Máté AC Szekszárd                                                                 | 29:42,27  | Benedek Zsolt Debreceni AK                                                               | 29:58,24  | Zatykó Miklós Vasas                                                                             | 30:02,86                         |
| 4 × 100 m              | Lőrincz Imre Németh Gergely Németh Roland Gyulai Miklós Soproni AC                       | 40,42     | Jászberényi László Zsombor Csaba Sztankai Gergely Pauer Géza Bp. Honvéd                  | 41,85     | Dudics László Vas Dávid Pokol Csaba Ágoston Dániel Nyíregyházi VSC                              | 42,31                            |
| 4 × 400 m              | Sztermen Péter Kovács Dusán Zsivoczky Attila Kilvinger Attila Debreceni AK               | 3:16,76   | Száraz Bálint Borsányi Zoltán Molnár Kristóf Tölgyesi Balázs Alba Regia AK               | 3:18,31   | Vida Zoltán Bertha Szabolcs Irányi Ádám Konkoly Miklós VEDAC                                    | 3:18,99                          |
| 3 × 1000 m             | Csaja Gábor Polgár Balázs Kerékjártó István KSI                                          | 7:20,52   | Molnár Kristóf Molnár Szabolcs Tölgyesi Balázs Alba Regia AK                             | 7:24,77   | Sipos Dávid Povázsay László Kiss Roland MAC-Népstadion                                          | 7:26,47                          |
| 110 m gát              | Csillag Levente Szolnoki MÁV                                                             | 13,80     | Kovács Balázs VEDAC                                                                      | 13,9      | Palágyi Gergely Zalaegerszegi AC                                                                | 14,07                            |
| 400 m gát              | Kovács Dusán Debreceni AK                                                                | 51,26     | Dezső Ákos Gödöllői EAC                                                                  | 51,98     | Zsombor Csaba Bp. Honvéd                                                                        | 52,68                            |
| 3000 m akadály         | Németh Máté AC Szekszárd                                                                 | 8:56,0    | Timár Levente Alba Regia AK                                                              | 9:06,8    | Weisz Péter VEDAC                                                                               | 9:09,5                           |
| 20 km gyaloglás        | Czukor Zoltán Pécsi VSK                                                                  | 1:28:11   | Urbanik Sándor Békéscsabai AC                                                            | 1:29,20   | Tóth János Nyíregyházi VSC                                                                      | 1:31,06                          |
| 50 km gyaloglás        | Czukor Zoltán Pécsi VSK                                                                  | 3:58:49   | Tóth János Nyíregyházi VSC                                                               | 4:01:12   | Fülöp Attila Ipoly Walking                                                                      | 4:16:33                          |
| magasugrás             | Fehér Román Dunaújvárosi AC                                                              | 213 cm    | Bata Gergely VEDAC                                                                       | 210 cm    | Boros László Kecskeméti ARC                                                                     | 210 cm                           |
| rúdugrás               | Kovács Péter Bp. Honvéd                                                                  | 510 cm    | Szabó Dezső Újpesti TE                                                                   | 500 cm    | Váczi János Testnevelési Főiskola AC                                                            | 500 cm                           |
| távolugrás             | Lőrincz Imre Soproni AC                                                                  | 776 cm    | Margl Tamás Tatabányai SC                                                                | 776 cm    | Babicz Pál Testnevelési Főiskola AC                                                             | 757 cm                           |
| hármasugrás            | Tölgyesi Péter Dunakeszi VSE                                                             | 15,71 m   | Farkas András Debreceni AK                                                               | 14,83 m   | Voncsina Henrik Testnevelési Főiskola AC                                                        | 14,72 m                          |
| súlylökés              | Kiss Szilárd Haladás VSE                                                                 | 20,56 m   | Bíber Zsolt BEAC                                                                         | 19,08 m   | Máté Gábor Csabai Atléták SE                                                                    | 18,54 m                          |
| diszkoszvetés          | Fazekas Róbert Haladás VSE                                                               | 69,02 m   | Kővágó Zoltán Debreceni AK                                                               | 65,98 m   | Varga Roland Újpesti TE                                                                         | 64,80 m                          |
| kalapácsvetés          | Annus Adrián Haladás VSE                                                                 | 81,58 m   | Gécsek Tibor Dobó SE                                                                     | 81,08 m   | Kiss Balázs VEDAC                                                                               | 77,67 m                          |
| gerelyhajítás          | Horváth Gergely Csepeli Hungária                                                         | 80,24 m   | Belák József Újpesti TE                                                                  | 69,44 m   | ifj. Nagy Sándor Debreceni AK                                                                   | 69,14 m                          |
| tízpróba               | Kürtösi Zsolt Pécsi VSK                                                                  | 7639      | Kovács Norbert Testnevelési Főiskola AC                                                  | 6119      | Kurucz Gergely Hatvani SzTSE                                                                    | 5904                             |
| kis mezei futás 6 km   | Németh Máté Szekszárdi AC                                                                | 17:54     | Sági Ferenc BVSC                                                                         | 18:00     | Kis Roland MAC-Népstadion                                                                       | 18:07                            |
| mezei futás 12 km      | Juhász András Bp. Honvéd                                                                 | 37:06     | Rezessy Gergely Vasas                                                                    | 37:18     | Szabó Imre Vasas                                                                                | 37:40                            |
| félmaraton             | Benedek Zsolt Debreceni AK                                                               | 1:04:59   | Rezessy Gergely Vasas                                                                    | 1:05:05   | Tarjai László Pécsi VSK                                                                         | 1:05:11                          |
| maraton                | Rezessy Gergely Vasas                                                                    | 2:18:41   | Bacskai Zsolt BVSC                                                                       | 2:19:37   | Berecz Lajos Mezőtúri AFC                                                                       | 2:24:59                          |
| csapat 20 km gyaloglás | Urbanik Sándor Csont Attila Csont András Békéscsabai AC                                  | 4:50:15   | Demján Péter Major Ferenc Demján Miklós Haladás VSE                                      | 4:59:11   | Lengyel Gábor Farkas Ádám Lengyel Ádám Szegedi VSE                                              | 4:59:49                          |
| csapat kis mezei futás | Árpási Miklós Gödi Imre Kőműves Norbert Pécsi VSK                                        | 21        | Németh Máté Kovács Krisztián Karádi Szabolcs Szekszárdi AC                               | 24        | Búcsú Dénes Muhari Gábor Szirbek Zsolt VEDAC                                                    | 28                               |
| csapat mezei futás     | Rezessy Gergely Szabó Imre Helmle Péter Vasas                                            | 18        | Horváth Béla Őze Gábor Fodor István Hunyadi DSKE                                         | 26        | Berkovics Imre Dienes László Benedek Zsolt Debreceni AK                                         | 30                               |
| csapat félmaraton      | Benedek Zsolt Berkovics Imre Lipták Tamás Debreceni AK                                   | 3:19:47   | Rezessy Gergely Szabó Imre Szabó Gábor Vasas                                             | 3:20:40   | Őze Gábor Horváth Béla Fodor István Hunyadi DSE                                                 | 3:26:49                          |
| csapat maraton         | Rezessy Gergely Szabó Gábor Szederkényi Máté Vasas                                       | 7:33:34   | Zsódér Zsolt Maros Ervin Somogyi Gábor Kőszegi SE                                        | 7:45:01   |                                                                                                 |                                  |
| maratoni váltó         | Rezessy Gergely Szabó Gábor Zatykó Miklós Szabó Imre Szederkényi Máté Helmle Péter Vasas | 2:12:02   | Malonovits József Serfőző Sándor Baier Tibor Bacskai Zsolt Sági Ferenc Stépán Zsolt BVSC | 2:12:50   | Benedek Zsolt Berkovics Imre Dienes László Kiss Ernő Huszti László Balassa Levente Debreceni AC | 2:13:28                          |
| csapat magasugrás      | Kovács Tivadar Polónyi Tamás Urbán Szabó András Hortobágyi Zoltán Szolnoki MÁV           | 193,50 cm | Makra Zoltán Vass Zoltán Kovács Norbert Rabóci Zsolt Testnevelési Főiskola AC            | 187,25 cm | Filyó Tibor Tímár Tamás Zengő Ferenc Filyó Márton Békéscsabai AC                                | 186,00 cm                        |
| csapat rúdugrás        | Sátor Attila Szörényi Zoltán Simon Dániel Vándor Béla Testnevelési Főiskola AC           | 395,00 cm | Hankó Ákos Kútsági Bálint Kellessy Tibor Muráncsik György ELTE TK                        | 310,00 cm | Több értékelhető csapat nem volt                                                                | Több értékelhető csapat nem volt |
| csapat távolugrás      | Margl Tamás Ponyori Sándor Dömötör Balázs Henyecz Ádám Tatabányai SC                     | 655,50 cm | Andrási Márton Borbély Béla Tarr Péter Langmár Zsolt Alba Regia AK                       | 639,75 m  | Kurucz Ádám Polgár Balázs Ungvári Péter Dohar Zoltán KSI                                        | 639,50 cm                        |
| csapat hármasugrás     | Voncsina Henrik Vass Zoltán Kovács Norbert Mányai Dávid Testnevelési Főiskola AC         | 13,8525 m | Ungvári Péter Kurucz Ádám Farkas János Agócs Zsolt KSI                                   | 13,3450 m | Tarr Péter Tölgyesi Előd Andrási Márton Langmar Zsolt Alba Regia AK                             | 13,3225 m                        |
| csapat súlylökés       | Kiss Szilárd Annus Adrián Botfa Péter Fazekas Róbert Haladás VSE                         | 16,2675 m | Sinkó Árpád Kóczián Jenő Míg György Bácsalmási Antal GANZAIR-KAC                         | 14,8350 m | Németh Zsolt Bognár Szabolcs Kónyi Árpád Gécsek Tibor Dobó SE                                   | 14,3500 m                        |
| csapat diszkoszvetés   | Fazekas Róbert Kiss Szilárd Annus Adrián Botfa Péter Haladás VSE                         | 54,4475 m | Anil Kumar Pars Krisztián Bognár Szabolcs Németh Zsolt Dobó SE                           | 49,6600 m | Kővágó Zoltán Tóth Lajos Zsivoczky Attila Tóth Zoltán Debreceni AK                              | 47,1225 m                        |
| csapat kalapácsvetés   | Gécsek Tibor Pars Krisztián Németh Zsolt Végh Sándor Dobó SE                             | 73,8575 m | Kiss Balázs Páli Kristóf Zsebe Attila Zentai Tibor VEDAC                                 | 61,9550 m | Horváth Norbert Rudolph Venter Vas Péter Rédei László Dobó SE                                   | 61,0000 m                        |
| csapat gerelyhajítás   | Palotai László Borbély Norbert Lajter Sándor Kristófi Mihály Nagykőrösi Körisfa SE       | 57,1600 m | Magyari Zoltán Papp Bence Lovász Péter Pál Zoltán Verőcei DSE                            | 54,8000   | Belák József Szabó Attila Szántó Tamás Hipeller Attila Újpesti TE                               | 53,1650 m                        |

### Nők
| Versenyszám            | Arany                                                                                         | Arany     | Ezüst                                                                              | Ezüst                | Bronz                                                                                             | Bronz                |
| ---------------------- | --------------------------------------------------------------------------------------------- | --------- | ---------------------------------------------------------------------------------- | -------------------- | ------------------------------------------------------------------------------------------------- | -------------------- |
| 100 m                  | Szabó Enikő Szolnoki MÁV                                                                      | 11,46     | Petráhn Barbara Győri Dózsa                                                        | 11,56                | Listár Nikolett Alba Regia AK                                                                     | 11,95                |
| 200 m                  | Szabó Enikő Szolnoki MÁV                                                                      | 23,30     | Petráhn Barbara Győri Dózsa                                                        | 23,57                | Kun Alice Békéscsabai AC                                                                          | 23,6                 |
| 400 m                  | Petráhn Barbara Győri Dózsa                                                                   | 53,47     | Kun Alice Békéscsabai AC                                                           | 53,88                | Bobcsek Emese Békéscsabai AC                                                                      | 56,03                |
| 800 m                  | Varga Judit Haladás VSE                                                                       | 2:02,54   | Cziráki Kitty VEDAC                                                                | 2:09,4               | Kroneraff Ágnes AC Szekszárd                                                                      | 2:12,0               |
| 1500 m                 | Tóth Lívia VEDAC                                                                              | 4:17,09   | Mészáros Krisztina MAC-Népstadion                                                  | 4:22,9               | Mezei Zita Debreceni AK                                                                           | 4:25,7               |
| 5000 m                 | Kálovics Anikó Haladás VSE                                                                    | 15:56,0   | Papp Krisztina Újpesti TE                                                          | 16:07,0              | Kovács Ida VEDAC                                                                                  | 16:32,0              |
| 10 000 m               | Papp Krisztina Újpesti TE                                                                     | 33:08,65  | Rakonczai Beáta BVSC                                                               | 33:12,01             | Staicu Simona BVSC                                                                                | 33:48,60             |
| 4 × 100 m              | Majzik Mária Szakács Enikő Wéber Kinga Rózsa Zsófia Bp. Honvéd                                | 47,69     | Kun Alice Bobcsek Emese Knyihár Eszter Kis Nikoletta Békéscsabai AC                | 48,68                | Maincz Anita Varga Judit Sós Eszter Vertetics Eszter Haladás VSE                                  | 49,35                |
| 4 × 400 m              | Komlóssy Zsuzsanna Vértessy Katalin Bori Annamária Wéber Kinga Bp. Honvéd                     | 3:47,48   | Kiss Nikolett Bobcsek Emese Knyihár Eszter Kun Alice Békéscsabai AC                | 3:47,51              | Szeleczky Xénia Durkó Eliána Gácsi Judit Borbás Gyöngyi Gödöllő EAC                               | 3:55,07              |
| 3 × 800 m              | Soós Eszter Járay Melinda Varga Judit Haladás VSE                                             | 6:39,19   | Mészáros Krisztina Nagy Viktória Vajda Zsuzsa MAC-Népstadion                       | 6:40,17              | Cziráky Kitti Tóth Lívia Homola Judit VEDAC                                                       | 6:42,17              |
| 100 m gát              | Vári Edit BEAC                                                                                | 13,22     | Horváth Dóra Ikarus BSE                                                            | 14,3                 | Durkó Eliána Gödöllői EAC                                                                         | 14,34                |
| 400 m gát              | Vékony Judit Ikarus BSE                                                                       | 1:00,09   | Durkó Eliána Gödöllői EAC                                                          | 1:01,04              | Skoumal Réka Kaposvári Maraton                                                                    | 1:011,29             |
| 3000 m akadályfutás    | Tóth Lívia VEDAC                                                                              | 9:59,26   | Garami Katalin Bp. Honvéd                                                          | 11:08,4              | Leitold Veronika VEDAC                                                                            | 11:34,1              |
| 10 km gyaloglás        | Füsti Edina Tatabányai SC                                                                     | 46:40     | Ilyés Ildikó Alba Regia AK                                                         | 47:38                | Rosza Mária Békéscsabai AC                                                                        | 48:48                |
| 20 km gyaloglás        | Füsti Edina Tatabányai SC                                                                     | 1:37:37   | Rosza Mária Békéscsabai AC                                                         | 1:42:45              | Ilyés Ildikó Alba Regia AK                                                                        | 1:44:34              |
| magasugrás             | Győrffy Dóra BEAC                                                                             | 190 cm    | Bódi Bernadett Ferencvárosi TC                                                     | 175 cm               | Bene Hajnalka Kecskeméti ARC                                                                      | 170 cm               |
| rúdugrás               | Molnár Krisztina Újpesti TE                                                                   | 445 cm    | Donáth Katalin Újpesti TE                                                          | 400 cm               | Juhász Fanni Újpesti TE                                                                           | 400 cm               |
| távolugrás             | Vaszi Tünde Bp. Honvéd                                                                        | 660 cm    | Ajkler Zita Nyíregyházi VSC                                                        | 639 cm               | Miklós Éva Alba Regia AK                                                                          | 626 cm               |
| hármasugrás            | Ajkler Zita Nyíregyházi VSC                                                                   | 13,79 m   | Bálint Zita Zalaegerszegi AC                                                       | 13,74 m              | Cséfalvay Szilvia KSI                                                                             | 12,51 m              |
| súlylökés              | Kürti Éva Nyíregyházi VSC                                                                     | 15,74 m   | Balazsicz Eszter Zalaegerszegi AC                                                  | 14,06 m              | Lukóczki Nárcisz Békéscsabai AC                                                                   | 13,71 m              |
| diszkoszvetés          | Kürti Éva Nyíregyházi VSC                                                                     | 54,85 m   | Varga Ildikó Gödöllői EAC                                                          | 51,99 m              | Máté Katalin Csabai Atléták SE                                                                    | 45,72 m              |
| kalapácsvetés          | Tudja Julianna VEDAC                                                                          | 63,54 m   | Marx Lívia Dobó SE                                                                 | 60,94 m              | Hajnal Mária Nyíregyházi VSC                                                                      | 60,33 m              |
| gerelyhajítás          | Frajka Xénia Újpesti TE                                                                       | 54,98 m   | Gránicz Andrea Ferencvárosi TC                                                     | 54,74 m              | Füredi Zsuzsanna Csepel HC                                                                        | 54,58 m              |
| hétpróba               | Skoumál Réka Marathon AC                                                                      | 5269      | Miklós Éva Alba Regia AK                                                           | 5264                 | Babos Rita Győri Dózsa                                                                            | 4409                 |
| félmaraton             | Földingné Nagy Judit Győri Dózsa                                                              | 1:13:22   | Kovács Ida VEDAC                                                                   | 1:16:33              | Kiss Ágnes Debreceni AK                                                                           | 1:18:35              |
| maratoni futás         | Kovács Ida VEDAC                                                                              | 2:38:18   | Zsiga Tímea Haladás VSE                                                            | 2:45:53              | Kiss Ágnes Debreceni AK                                                                           | 2:50:08              |
| mezei futás            | Staicu Simona BVSC                                                                            | 19:49     | Rakonczai Beáta BVSC                                                               | 20:09                | Papp Krisztina Újpesti TE                                                                         | 20:15                |
| csapat félmaraton      | Kovács Ida Brassay Réka Tóth Lívia VEDAC                                                      | 4:00:42   | Garami Katalin Demetrovics Judit Czibók Ágnes Bp. Honvéd                           | 4:11:14              | Kiss Ágnes Pásztor Kornélia Pásti Edina Debreceni AK                                              | 4:18:24              |
| csapat maratoni futás  | Demetrovics Judit Czibók Ágnes Benkó Gabriella Bp. Honvéd                                     | 9:22:44   |                                                                                    |                      |                                                                                                   |                      |
| maratoni váltó         | Molnár Barbara Nagy Viktória Csizi Réka Makrai Éva Sőregi Zsanett Vajda Zsuzsa MAC-Népstadion | 2:37:08   | Kovács Ida Brassay Réka Homola Judit Mike Krisztina Egyed Júlia Kiss Melinda VEDAC | 2:39:43              | Kálovics Anikó Rosta Viktória Prácser Kinga Futó Marianna Keresztes Kinga Zsiga Tímea Haladás VSE | 2:41:07              |
| csapat 10 km gyaloglás | Fertály Zita Kernács Krisztina Nemere Dóra Bp. Honvéd                                         | 2:46:13   | Füsti Edina Ballai Erika Horváth Enikő Tatabányai SC                               | 2:48:07              | Zádori Orsolya Benkő Anita Mityók Tímea Szegedi VSE                                               | 2:55:01              |
| csapat 20 km gyaloglás | Zádori Orsolya Benkő Anita Székely Orsolya Szegedi VSE                                        | 6:04:44   | Több induló nem volt                                                               | Több induló nem volt | Több induló nem volt                                                                              | Több induló nem volt |
| csapat mezei futás     | Tóth Lívia Kovács Ida Brassay Réka VEDAC                                                      | 15        | Staicu Simona Rakonczai Beáta Szászné Nyitrai Zsuzsa BVSC                          | 16                   | Szomjas Borbála Demetrovics Judit Benkó Gabriella Bp. Honvéd                                      | 49                   |
| csapat magasugrás      | Balogh Bettina Óvári Zita Németh Klára Németh Csilla Szolnoki MÁV                             | 153,50 cm | Magyar Tímea Bene Hajnalka Adamik Anna Erdős Zsuzsanna Kecskeméti ARC              | 152,50 cm            | Sárközy Szandra Hermesz Ágnes Balogh Kata Nagyidai Borbála Pécsi VSK                              | 151,25 cm            |
| csapat rúdugrás        | Molnár Krisztina Donáth Katalin B.Kiss Evelin Hipeller Éva Újpesti TE                         | 360,00 cm | Lendvai Zsuzsanna Kovács Katalin Auth Gabriella Csízik Éva Bp. Honvéd              | 317,50 cm            | Bajnai Bernadett Püski Nikolett Kótai Sarolta Karsai Nóra ELTE TK                                 | 275,00 cm            |
| csapat távolugrás      | Grósz Adrien Szabó Ágnes Erdős Zsuzsanna Magyar Timea Kecskeméti ARC                          | 530,25 cm | Majzik Mária Kapitány Eszter Rózsa Zsófia Auth Gabriella Bp. Honvéd                | 526,25 m             | Soós Eszter Maintcz Anita Tölgyesi Júlia Csonka Zsuzsanna Haladás VSE                             | 512,75 cm            |
| csapat hármasugrás     | Hermesz Ágnes Nagyidai Borbála Sárközy Szandra Németh Ildikó Pécsi VSK                        | 10,975 m  | Cséfalvay Szilvia Rácz Tünde Szabados Mónika Koppány Gabriella KSI                 | 10,7250 m            | Ajkler Zita Lisztes Szilvia Kató Mária Forgács Éva Nyíregyházi VSC                                | 10,6175 m            |
| csapat súlylökés       | Balazsicz Eszter Bálint Zita Horváth Judit Fehér Mónika Zalaegerszegi AC                      | 11,2700 m | Frajka Xénia Kerekesi Éva Hipeller Éva Tóth Georgina Újpesti TE                    | 11,2025 m            | Lukóczki Nárcisz Laurinyecz Gyöngyi Erdősné Nagy Lídia Medovarszki Éva Békéscsabai AC             | 11,1025 m            |
| csapat diszkoszvetés   | Kürti Éva Borbély Anita Hajnal Mária Benke Judit Nyíregyházi VSC                              | 38,3400 m | Frajka Xénia Kerekesi Éva Szöllős Eszter Tóth Georgina Újpesti TE                  | 36,4375 m            | Marx Lívia Kéri Andrea Németh Barbara Németh Orsolya Dobó SE                                      | 34,8200 m            |
| csapat kalapácsvetés   | Németh Orsolya Marx Livia Kéri Andrea Németh Noémi Dobó SE                                    | 54,5400 m | Orbán Éva Pápai Zsuzsa Mészöly Piroska Szeghalmi Mária VEDAC                       | 42,1225 m            | Németh Barbara Tripa Ildikó Nickl Vanda Székely Zsófia Dobó SE                                    | 42,0075 m            |
| csapat gerelyhajítás   | Szabó Nikolett Gránicz Andrea Bárány Bernadett Antal Katalin Ferencvárosi TC                  | 47,2925 m | Bata Beáta Kalla Lea Vizsoli Mária Pringer Anita Testnevelési Főiskola AC          | 35,6125              | Németh Klára Óvári Zita Németh Csilla Balogh Bettina Szolnoki MÁV                                 | 34,2250 m            |

## Téli dobóbajnokság
Férfiak
| Versenyszám   | Arany                      | Arany   | Ezüst                         | Ezüst   | Bronz                        | Bronz   |
| ------------- | -------------------------- | ------- | ----------------------------- | ------- | ---------------------------- | ------- |
| diszkoszvetés | Fazekas Róbert Haladás VSE | 64,27 m | Varga Roland Újpesti TE       | 63,29 n | Kővágó Zoltán Debreceni AK   | 59,80 m |
| kalapácsvetés | Annus Adrián Haladás VSE   | 79,72 m | Gécsek Tibor Dobó SE          | 77,15 m | Botfa Péter Haladás VSE      | 75,11 m |
| gerelyhajítás | Nagy Sándor Debreceni SI   | 69,70 m | Laduver Róbert Békéscsabai AC | 65,42 m | Lakatos Levente Debreceni AK | 61,72 m |

Nők
| Versenyszám   | Arany                             | Arany   | Ezüst                     | Ezüst   | Bronz                       | Bronz   |
| ------------- | --------------------------------- | ------- | ------------------------- | ------- | --------------------------- | ------- |
| diszkoszvetés | Varga Ildikó Gödöllői EAC         | 51,23 m | Pápai Zsuzsanna VEDAC     | 45,31 m | Máté Katalin CsASE          | 43,64 m |
| kalapácsvetés | Marx Livia Dobó SE                | 60,82 m | Németh Barbara Dobó SE    | 56,46 m | Németh Orsolya Dobó SE      | 56,42 m |
| gerelyhajítás | Füredi Zsuzsanna Csepeli Hungária | 52,71 m | Lipták Zita Tatabányai SC | 44,34 m | Varga Eszter Váci Reménység | 42,18 m |

## Magyar atlétikai csúcsok
- n. 1500 m 4:01.26 ocs. Varga Judit HVSE Zürich 8. 16.
- 5000 m 13:26.96 ocs. Csillag Balázs AC Szekszárd Heusden 7. 20.
- n. 5000 m 15:02.00 ocs. Szentgyörgyi Katalin NYVSC Hengelo 6. 2.
- súlylökés 20.56 ocs. Kiss Szilárd HVSE Debrecen 7. 26.
- diszkoszvetés 71.70 ocs. Fazekas Róbert HVSE Szombathely 7. 14.

### Ultrafutás
- női 1 mérföld (pálya) 14:25.45 Vcs. Bérces Edit Verona 9. 22.
- női 200 km (pálya) 18:31.43 Vcs. Bérces Edit Verona 9. 22.
- női 24 órás futás (abszolút) 250.108 km Vcs. Bérces Edit Verona 9. 22.